# Centaurea gallaecica
Centaurea gallaecica — вид квіткових рослин айстрових (Asteraceae). Ареал: Північно-Західна Іспанія, ендемік Галісії, присутній у провінціях Ла-Корунья, Луго та Понтеведра.